# Obila delineata
Obila delineata là một loài bướm đêm trong họ Geometridae.